# دراجيتشا ميتروفا
دراجيتشا ميتروفا مواليد 5 نوفمبر 1987، هي لاعبة كرة يد مقدونية تلعب كجناح أيسر. مثلت منتخب مقدونيا لكرة اليد للسيدات.

## سجل المنافسة
شاركت في البطولات التالية:
- بطولة أوروبا لكرة اليد للسيدات 2012

## روابط خارجية
- دراجيتشا ميتروفا على موقع الاتحاد الأوروبي لكرة اليد (الإنجليزية)